# Leptochloa viscida
Leptochloa viscida là một loài thực vật có hoa trong họ Hòa thảo. Loài này được (Scribn.) Beal mô tả khoa học đầu tiên năm 1887.